# Messier 61
A Messier 61 (más néven M61, vagy NGC 4303) egy Seyfert 2 típusú spirálgalaxis a Virgo (Szűz) csillagképben.

## Felfedezése
Az M61 galaxist Barnabus Oriani fedezte fel 1779. május 5-én. Charles Messier francia csillagász 6 nappal később találta meg, majd katalogizálta a galaxist.

## Tudományos adatok
Az M61 egyike a Virgo-halmaz legnagyobb galaxisainak, átmérője kb. 100 000 fényév.
A galaxisban 5 szupernóvát azonosítottak: SN 1926A, SN 1961I, SN 1964F, SN 1999gn és SN 2006ov.

## Galéria
- A galaxis egyenesen a Föld felől nézve
- A Hubble űrtávcső képe a galaxisról
- A Spitzer űrtávcső infravörös képe a galaxisról
- A galaxis, a SN2020jfo szupernóva kiemelve
- A Hubble és a FORS kamera adataiból összeállított kép